# ريتشارد ماكان
ريتشارد ماكان (بالإنجليزية: Richard McCann)‏ هو كاتب أمريكي، ولد في 1949 وتوفي في 25 يناير 2021.

## وصلات خارجية
- الموقع الرسمي